# Kama (potrawa)

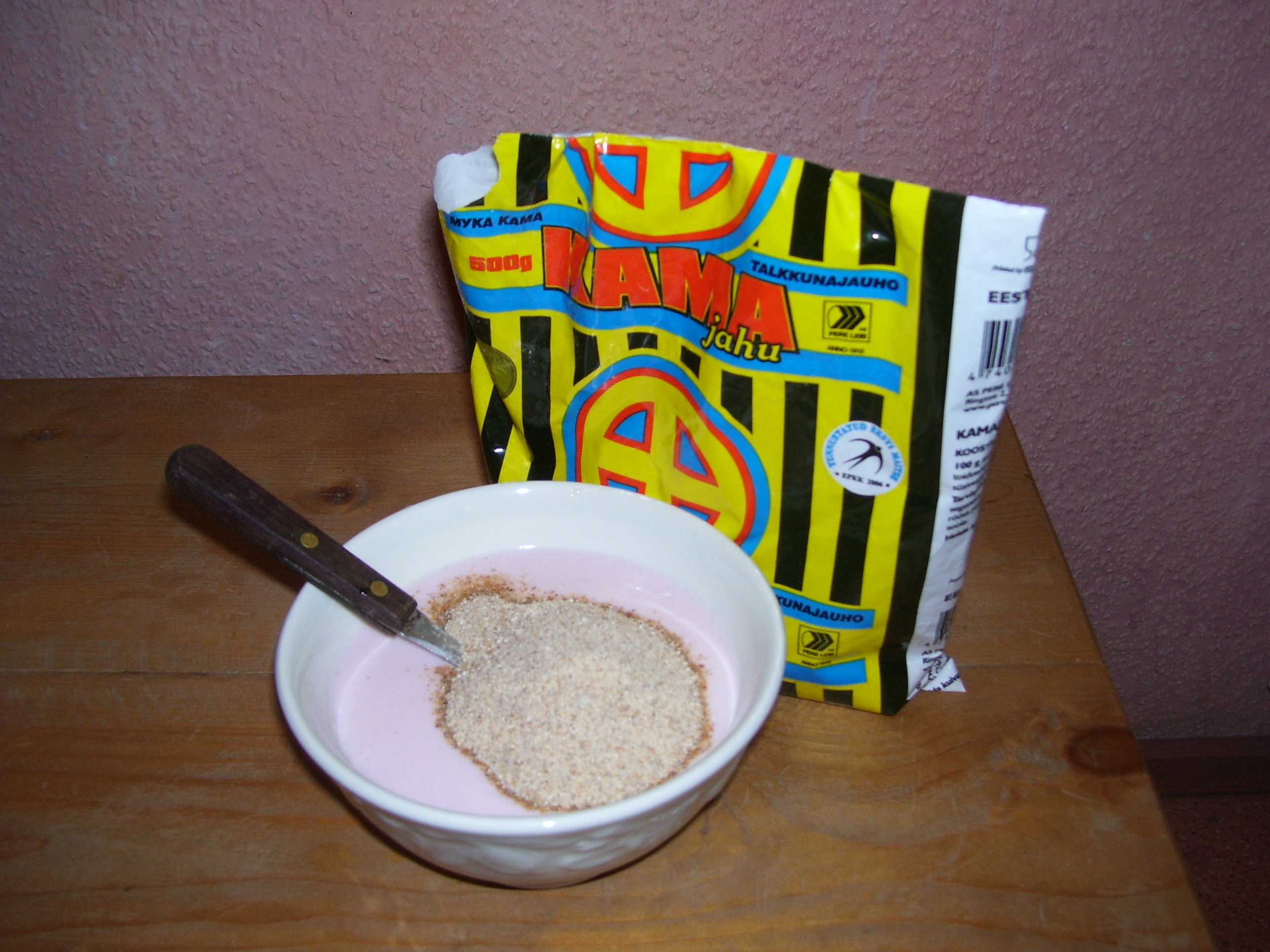
Kama estońska.

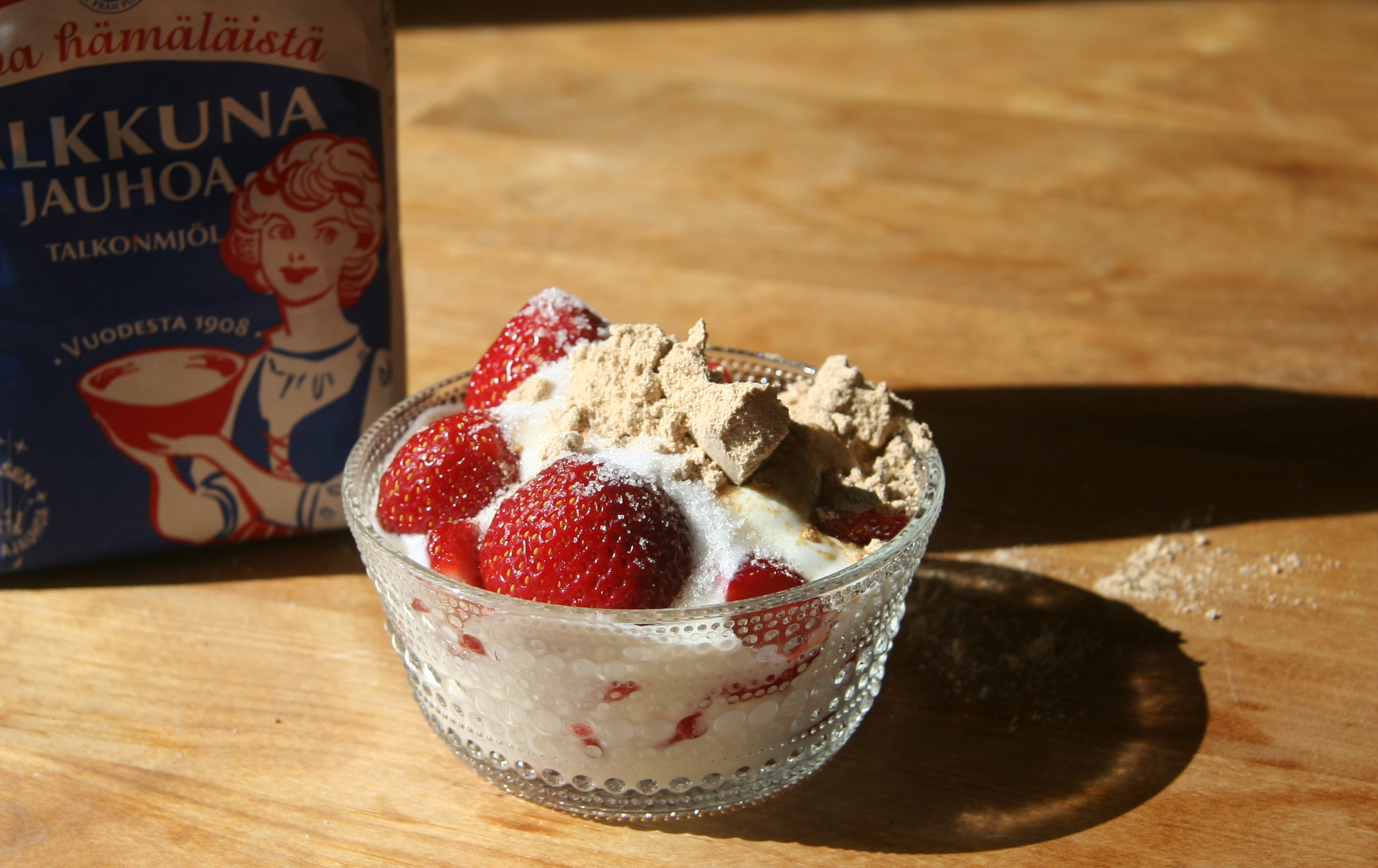
Talkkuna fińska.

Kama, także kamajahu (na wybrzeżu: talkuna, w regionie Setomaa: tolohkna, tolokna) – tradycyjna estońska (również fińska i rosyjska) mieszanka mączna.

## Charakterystyka
Proszek kama to mieszanka prażonej mąki jęczmiennej, żytniej, owsianej i z grochu. Mąkę owsianą można całkowicie zastąpić mąką pszenną.
Historycznie kama była nie psującą się, łatwą do przenoszenia żywnością, która mogła być szybką przekąską przyrządzaną na maśle lub smalcu; potrawy nie wymagały już wtedy pieczenia.
Obecnie służy do wyrobu niektórych deserów. Jest jedzona głównie na śniadanie: z masłem, maślanką lub kefirem w postaci papki. Często słodzi się ją cukrem, a także jagodami. Kamę stosuje się również  do deserów mlecznych lub kwaśnych w Estonii (dawniej szczególnie na południu kraju, latem) i Finlandii.
Mieszankę można kupić jako pamiątkę w Estonii. Jest to jeden z najbardziej charakterystycznych krajowych produktów spożywczych w Estonii.
Podobny produkt to skrädmjöl, mąka składająca się wyłącznie z prażonego owsa, tradycyjnie wytwarzana w szwedzkiej prowincji Värmland. Przywieźli go Finowie leśni.
W kolokwialnym języku estońskim kama oznacza „sprawy, rzeczy”. Słowo odnosi się także do narkotyków.